# Szlovákiai Magyar Cserkészszövetség
A Szlovákiai Magyar Cserkészszövetség (SZMCS) a szlovákiai magyarok cserkész szervezete. Jelenleg közel 50 cserkészcsapatában 1500 cserkész tevékenykedik. A mostani szövetségparancsnok (ügyvezető elnök) Csémi Szilárd, cserkésznevén Kismedve.
A székhelydolgozók ranglistája
Ügyvezető elnök:Csémi Szilárd
Cserkésztanács(CST)
valamint a Magyar Cserkészek Fóruma, amelybe minden zöld-nyakkendővel rendelkező cserkész beletartozik. Az újabb cserkészingeken látható a CSF jelvénye felvarrva az ing bal oldalán.

## A felvidéki magyar cserkészet története
A felvidéken Komáromban, 1913-ban alakult meg az első cserkészcsapat, melynek tagjai a magyar cserkészet egyik első jelentős rendezvényén a vági tutajúton is részt vettek.
A trianoni békeszerződés után Csehszlovákiába került magyar cserkészcsapatok szorult helyzetbe kerültek. Saját cserkészszövetség létrehozását a hatóságok nem engedélyezték. 1926 után tagjai lehettek a Csehszlovák Cserkészszövetségnek. Ez nem támogatta őket, de legálissá tette működésüket.
Az első bécsi döntés után a visszacsatolt területeken az MCSSZ keretein belül működtek a csapatok.
1990. március 11-én megalakult a Szlovákiai Magyar Cserkészszövetség, melyet a szlovák belügyminisztérium április 6-án hivatalosan is engedélyezett.

### Lásd még
- A felvidéki magyar cserkészet kronológiája
- 11. számú Szent Imre cserkészcsapat

## Külső hivatkozások
- A Szlovákiai Magyar Cserkészszövetség hivatalos honlapja
- A Szlovákiai Magyar Cserkészszövetség vízicserkészeinek honlapja